# HYT (entreprise)
Pour les articles homonymes, voir HYT.
HYT  est un fabricant de montres fondé par Lucien Vouillamoz. 

## Historique
L'idée de Lucien Vouillamoz à l'origine de HYT est de créer des montres mécaniques de précision avec la particularité de présenter l'heure avec des fluides au lieu d'aiguilles. La marque s’est déclarée en faillite mardi 2 mars 2020 à la suite d'une nouvelle levée de fonds infructueuse et au contexte du covid.

## Modèles
Plusieurs modèles sont proposés. La H1 est le premier modèle produit dès 2012, c'est la première montre-bracelet hybride mécanique-fluidique.
Puis vient la H2 et la Skull. La H3 est présentée pour le salon Baselworld en mars 2015, c'est un modèle rectangulaire de 62 par 41 mm, en titane, affichant l'heure avec un segment rotatif transversal à quatre faces indiquant des plages de six heures consécutives.
La H3 dispose d’une réserve de marche de 170 heures. C'est une édition limitée à 25 pièces avec un prix de vente élitiste de 280 000 chf, soit près de 262 000 euros.